# Buwenaka Goonethileka
Buwenaka Tharindu Dullewa Dumbukola Goonethileka (* 8. Mai 1996 in Mahamodara) ist ein sri-lankischer Badmintonspieler.

## Karriere
Buwenaka Goonathileka siegte bei den Australian Juniors 2013. Bei den Singapur Juniors 2014 belegte er Rang drei. 2013 und 2014 startete er bei den Badminton-Juniorenweltmeisterschaften, 2014 ebenfalls bei den Commonwealth Games. National gewann er 2014 Bronze. 2021 und 2023 gewann er die sri-lankische Landesmeisterschaft.